# Dürrbach (Orla)
Der Dürrbach ist ein 5 km langer Bach in Ost-Thüringen, der bei Kolba in der Gemeinde Oppurg im Saale-Orla-Kreis von links und Süden in die Orla mündet.

## Verlauf
Er entspringt östlich der „Dürrbachsmühle“ in einem Feld am „Weiraer Wald“. Der Bach fließt, mehrfach durch Teiche aufgestaut, aus südlicher Richtung der Orla zu, erreicht aber in trockenen Sommermonaten die Orla nicht oberirdisch – durch kalkhaltige Gesteinsschichten, sogenannte Fruchtspalten, versickert das Wasser und fließt so unterirdisch der Orla zu.